# عبد اللطيف الغربي
عبد اللطيف الغربي توفي بالدار البيضاء في 21 مايو 2010، يعد من رواد الإعلام بالمغرب بشكل عام والإعلام الرياضي بشكل خاص حيث ولج الميدان السمعي البصري عام 1945. وتولى على مدى أربعين سنة تغطية العديد من الأحداث السياسية والرياضية والثقافية البارزة، من بينها المفاوضات المغربية الفرنسية عام 1955 في إيكس ليبان ودورة الألعاب الأولمبية في هلسنكي عام 1952.
وكان له فضل في تأسيس مصلحة الرياضة بالإذاعة الوطنية التي تولى رئاستها لعدة سنوات وعين في 3 مارس 1962 متصرفا بمؤسسة الإذاعة والتلفزة وهو المنصب الذي شغله حتى يوليوز 1964.
كما شغل منصب رئيس تحرير بوكالة المغرب العربي للأنباء لمدة سنة (1975 - 1976) قبل أن يلتحق مجددا بمؤسسة الإذاعة والتلفزة المغربية.
وبعد أن اشتغل عبد اللطيف الغربي بديوان وزير الإعلام الراحل محمد العربي الخطابي (1977 - 1978) تولى منصب رئيس ديوان الوزير الأول ووزير العدل الأسبق المعطي بوعبيد وهو المنصب الذي شغله بوزارة الشباب والرياضة (1981 - 1984) على عهد عبد اللطيف السملالي.
وتولى عبد اللطيف الغربي، وهو أيضا مترجم محلف، رئاسة الجمعية المغربية للصحافة الرياضية من 1971 إلى 1989،